# Louis-Marie Ling Mangkhanekhoun
Louis-Marie Ling Mangkhanekhoun (Bonha-Louang, 8 d'abril de 1944) és un bisbe laosià, Vicari apostòlic de Paksé.
Va ser ordenat prevere el 5 de novembre de 1972 i va ser consagrat bisbe el 22 d'abril de 2001. El vicegovernador civil de la província de Champasak assistí a la consagració, afirmant que «els catòlics havien de col·laborar en el creixement del país», fet molt significatiu després de dècades de persecució religiosa. A més, era la primera vegada en que un bisbe era consagrat a Pakse d'ençà de l'erecció del vicari apostòlic el 1967.
El 30 d'octubre del 2000 succeí Thomas Khamphan com a Vicari apostòlic de Paksé. Entre 2009 i 2014 presidí la Conferència episcopal de Laos i Cambodja. Des del 2 de febrer de 2017 també serveix com a administrador apostòlic del vicariat apostòlic de Vientiane.
El 21 de maig de 2017, en acabar el Regina Cœli, el Papa Francesc anuncià que crearia Louis-Marie Ling cardenal al consistori a celebrar el 28 de juny següent. Es tracta del primer laosià en ingressar al Col·legi Cardenalici.